# Eksklusiv økonomisk zone
En eksklusiv økonomisk zone betegner indenfor havretten det havområde, hvor en kyststat har eneret på at udnytte de naturresurser, der er i havet, havbunden og undergrunden. Zonen strækker sig over maksimalt 200 sømil fra statens basislinje.
Etableringen af eksklusive økonomiske zoner sker med baggrund i FN's havretskonvention, der blev vedtaget i 1982. Konventionen giver kyststaterne ret til efterforskning i havet og på havbunden, til at udnytte havets naturresurser samt til enhver anden økonomisk udnyttelse. Kyststaterne har også ret til at håndhæve deres respektive miljølovgivning indenfor zonen. Andre stater har ret til bl.a. skibsfart, overflyvning og til at lægge og vedligeholde undersøiske kabler og rørledninger i den økonomiske zone.